# Diego Vallejo

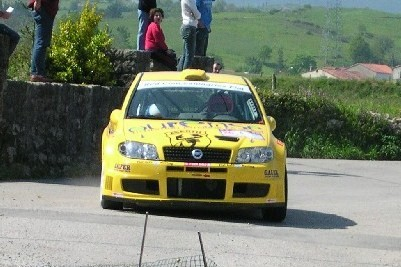
Con el Fiat Punto durante el Rally Cantabria de 2004.

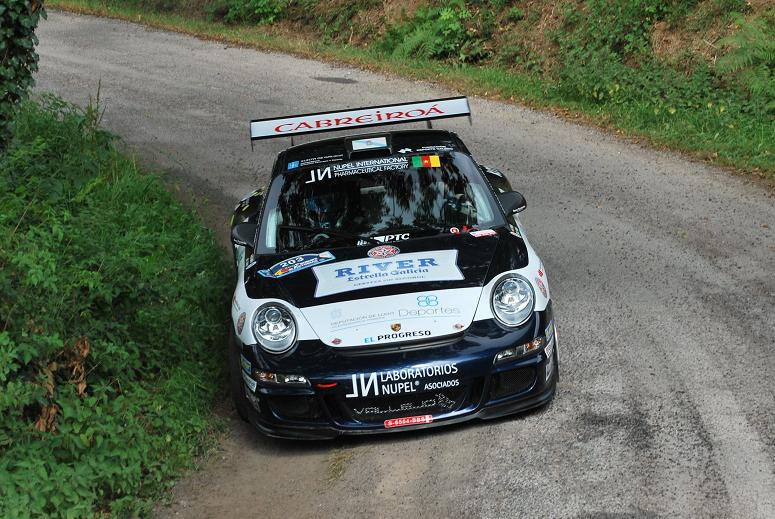
Diego Vallejo en el Rally Principe de Asturias 2009 con el Porsche que lo hizo ganador del Campeonato de España ese año.

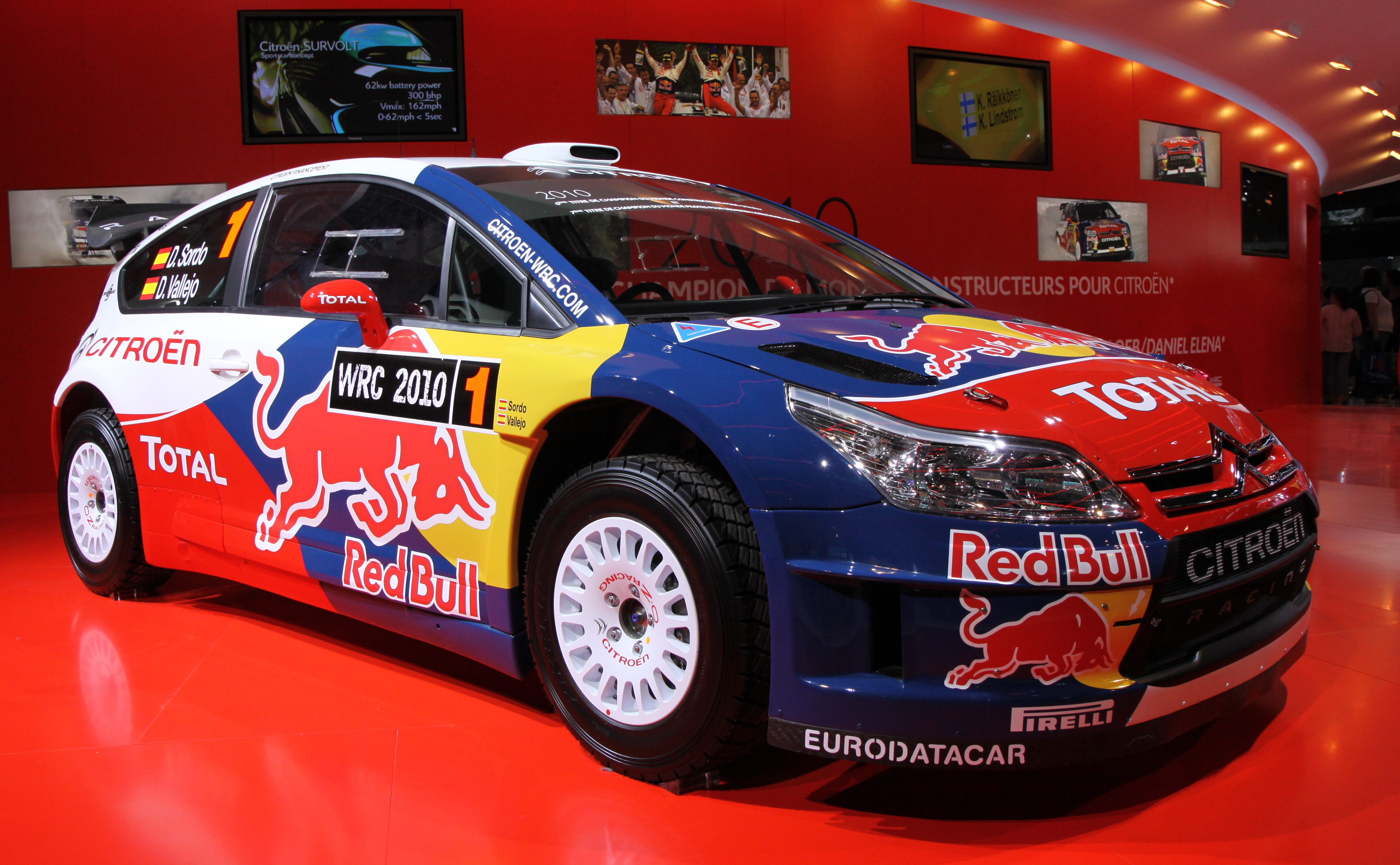
C4 WRC de Sordo de 2010.

Diego Vallejo Folgueira (13 de febrero de 1973, Meira, Lugo) es un copiloto de rally español. Su principal piloto es su hermano Sergio Vallejo al que ha copilotado durante prácticamente toda su carrera y con el que fue campeón de España de Rallyes en 2009 y 2014. Ha competido en el Campeonato de España de Rally, en el Campeonato del Mundo de Rally, donde debutó en el Rally de Suecia de 1999 y posteriormente consiguió tres podios en 2010 con Dani Sordo  y también esporádicamente en algunas pruebas del Campeonato de España de Rally de Tierra y el Campeonato Gallego de Rally.
En cuanto a los raids y rallies todoterreno, Diego es campeón de España de Rallies Todoterreno y ha concluido con éxito sus cinco participaciones en el Dakar, copilotando a José López Rivas, Rubén Gracia y Óscar Fuertes.
En la Baja Dehesa Extremadura de 2020 cumple su carrera oficial número 400.

## Trayectoria
Comenzó compitiendo en pruebas del regional gallego junto a su hermano Sergio para luego continuar en el campeonato de España, con el que lograría el Desafío Peugeot en 1994, lo que les permitió competir como pilotos oficiales para la marca francesa. Consiguió su primera victoria en el nacional, en el Rally Rías Baixas de 1996 a bordo de un Citroën ZX.
En 1993 debutó en el mundial de rallies con su hermano Sergio a bordo de un Peugeot 209 GTI.  En 1999 compitió con Manuel Muniente varias pruebas del campeonato de España, de nuevo con Peugeot y algunas pruebas del campeonato del Mundo como el Rally de Suecia. Al año siguiente siguió alternando pruebas del nacional con algunas del mundial, donde correría de nuevo con Muniente y con el peruano Ramón Ferreyros a bordo de un Mitsubishi Lancer Evo VI.
En 2001 participa de nuevo en el mundial, esta vez con su hermano Sergio con un Fiat Punto S1600, corriendo en: Cataluña, Grecia, Finlandia, San Remo, Corcega y Gran Bretaña, finalizando decimoterceros en el Campeonato S1600.
En el año 2008 sufrió un accidente en el Rally Cataluña mientras copilotaba a Albert Llovera que le causó una fractura de clavícula. A causa de esto, su hermano Sergio no pudo contar con él para el Rally Sierra Morena, por lo que tuvo que acompañarle en el asiento derecho el copiloto Moncho López.

### Campeón de España
En el año 2009 logra junto a su hermano, y a bordo de un Porsche 911 GT3, el campeonato de España, tras lograr cinco victorias. 
Participó con Daniel Sordo, en el Campeonato Mundial de Rally, durante la temporada 2010 con el equipo Citroën, completando las últimas cinco pruebas del calendario, obteniendo como mejores resultados dos segundos puestos: Alemania y Francia.
Para 2011 participa en el mundial de nuevo con Albert Llovera, además de volver a correr con su hermano Sergio en el Campeonato de España primeramente con un Lotus Exige, y luego con un Porsche 997 GT3.
En la temporada 2012 se vuelve a sentar a la derecha del peruano Ramón Ferreyros con el que correrá el Campeonato de España de Rally de Tierra. En la primera ronda, el Rally Baja Andalucía terminaron en la segunda posición.

### Dakar 2013
En septiembre de 2012 el propio Diego confirmó su participación en el Dakar para el año 2013, acompañando a José Luis López Rivas. En su primera participación completó la prueba y aunque su piloto, José Luis ya había participado con anterioridad pero sin terminarla, ambos se convirtieron en el primer equipo gallego en terminar la prueba.

## Palmarés

### Campeonato de España de Rallyes
| Año  | Piloto                  | Vehículo                 | 1       | 2       | 3       | 4       | 5       | 6       | 7       | 8       | 9       | 10      | 11    | Posición | Puntos |
| ---- | ----------------------- | ------------------------ | ------- | ------- | ------- | ------- | ------- | ------- | ------- | ------- | ------- | ------- | ----- | -------- | ------ |
| 1999 | Manuel Muniente Peugeot | Peugeot 306 Maxi         | ECI Ret | CAN 2   | OUR Ret |         |         |         |         |         |         |         |       | 4º       | 825    |
| 2000 | Ignacio Sanfilippo      | Mitsubishi Lancer Evo VI | CAJ 4   |         |         |         |         |         |         |         |         |         |       | 4º       | 768    |
| 2000 | Sergio Vallejo          | Fiat Punto Kit Car       |         | OUR 5   |         |         |         |         |         |         |         |         |       | 4º       | 768    |
| 2001 | Sergio Vallejo          | Fiat Punto Kit Car       | ELC Ret | ORN 4   | RBX 11  |         |         |         |         |         |         |         |       | 7º       | 696    |
| 2002 | Sergio Vallejo          | Fiat Punto S1600         | CAN 4   | ORN 5   | MED 7   |         |         |         |         |         |         |         |       | 3º       | 146    |
| 2003 | Sergio Vallejo          | Fiat Punto S1600         | MED 2   | CNR 4   | CAN 8   | RBX 4   | ORN 3   | AVI 4   | PRA 4   | VCN 3   | CDS 8   |         |       | 2º       | 68     |
| 2004 | Sergio Vallejo          | Fiat Punto S1600         | MAD 3   | CDS 4   | VLL 3   | PRA 3   | AVI 2   | ORN 3   | RBX 7   | CAN 8   | CNR Ret | VLJ 4   |       | 4º       | 68     |
| 2005 | Sergio Vallejo          | Fiat Punto S1600         | VLJ 5   | CNR Ret | CAN 4   | RBX 3   | ORN Ret | AVI 5   | FRR 4   | VLL 4   | PRA 5   |         |       | 5º       | 52     |
| 2006 | Sergio Vallejo          | Renault Clio S1600       | VLJ 4   | CNR 3   | CAN 5   | RBX 4   | ORN 3   | AVI 2   | PRA Ret | FRR 2   | VLL 2   | CBR Ret |       | 3º       | 72     |
| 2007 | Sergio Vallejo          | Porsche 911 GT3          | VLJ Ret | CNR 1   | CAN 7   | RBX Ret | ORN 2   | FRR 1   | PRA 2   | VLL Ret |         |         |       | 3º       | 62     |
| 2008 | Sergio Vallejo          | Porsche 911 GT3          | VLJ 3   | CNR 1   | CAN 3   | RBX 2   | ORN 3   | FRR Ret |         | VLL 1   | MAD 1   |         |       | 2º       | 104,5  |
| 2008 | Sergio Vallejo          | Peugeot 207 S2000        |         |         |         |         |         |         | PRA 3   |         |         |         |       | 2º       | 104,5  |
| 2009 | Sergio Vallejo          | Porsche 911 GT3          | VLJ Ret | CNR 1   | CAN Ret | RBX 32  | ORN 1   | FRR 2   | PRA 1   | VLL Ret | SRM 1   | CBR 4   | RCM 1 | 1º       | 267    |
| 2010 | Sergio Vallejo          | Ford Fiesta S2000        | VLJ 3   | CNR 6   | CAN 3   |         |         |         |         |         |         |         |       | 8º       | 115,5  |
| 2010 | Sergio Vallejo          | Peugeot 207 S2000        |         |         |         | ORN 2   |         |         |         |         |         |         |       | 8º       | 115,5  |
| 2011 | Sergio Vallejo          | Lotus Exige              | VLJ Ret | CAN 2   | RBX Ret |         |         |         |         |         |         |         |       | 6º       | 162    |
| 2011 | Sergio Vallejo          | Porsche 911 GT3          |         |         |         | FRR 1   | PRA Ret | VLL 3   | SRM 1   | RCM 1   |         |         |       | 6º       | 162    |
| 2012 | Sergio Vallejo          | Porsche 911 GT3          | CNR     | CAN 8   | RBX 9   | ORN 5   | FRR 12  | PRA 3   | VLL 1   | SRM 2   | RCM 1   |         |       | 2º       | 206,5  |
| 2013 | Sergio Vallejo          | Porsche 997 GT3          | CNR     | CAN 5   | RIA 1   | ORE Ret | FER Ret | PRI 2   |         | SMO Ret | MAD     |         |       | 5º       | 123    |
| 2013 | Víctor Senra            | Mitsubishi Lancer Evo X  |         |         |         |         |         |         | LLA 1   |         |         |         |       | 5º       | 123    |
| 2014 | Sergio Vallejo          | Porsche 997 GT3          | CNR     | SMO 1   | RBX 1   | OUR 2   | BIE 1   | FER 1   | PDA 2   | LLA 32  | CAN 2   | MAD     |       | 1º       | 215    |

- Referencias[10]

### Campeonato del Mundo de Rally
| Año  | Piloto                       | Vehículo                    | 1       | 2       | 3       | 4       | 5       | 6       | Posición | Puntos |
| ---- | ---------------------------- | --------------------------- | ------- | ------- | ------- | ------- | ------- | ------- | -------- | ------ |
| 1993 | Sergio Vallejo               | Peugeot 309 GTI             | CAT Ret |         |         |         |         |         | -        | 0      |
| 1996 | Sergio Vallejo               | Citroën ZX 16v              | CAT 28  |         |         |         |         |         | -        | 0      |
| 1999 | Manuel Muniente              | Peugeot 106                 | GBR Ret |         |         |         |         |         | -        | 0      |
| 1999 | Manuel Muniente              | Peugeot 306 Maxi            |         | GBR Ret |         |         |         |         | -        | 0      |
| 1999 | Manuel Muniente              | Mitsubishi Carisma GT       |         |         | FIN 35  |         |         |         | -        | 0      |
| 2000 | Manuel Muniente              | Mitsubishi Lancer Evolution | ESP Ret | POR Ret |         |         |         |         | -        | 0      |
| 2000 | Ramón Ferreyros              | Mitsubishi Lancer Evolution |         |         | COR 22  | GBR 21  |         |         | -        | 0      |
| 2001 | Sergio Vallejo               | Fiat Punto S1600            | ESP Des | GRE Ret | FIN Ret | SRM 22  | COR 19  | GBR Ret | -        | 0      |
| 2002 | Ramon Ferreyros              | Mitsubitshi Lancer Evo VII  | COR 17  | CHI Ret | ARG 10  | FIN Ret |         |         | -        | 0      |
| 2008 | Albert Llovera               | Fiat Grande Punto S2000     | ESP Ret |         |         |         |         |         | -        | 0      |
| 2010 | Dani Sordo Citroën Total WRT | Citroën C4 WRC              | GER 2   | JAP 4   | FRA 2   | ESP 3   | GBR 5   |         | 8º       | 73     |
| 2011 | Albert Llovera               | Fiat Grande Punto S2000     | JOR 17  | ITA Ret | GRE 24  | FIN Ret | FRA DNS | ESP 40  | -        | 0      |

### Campeonato de España de Rally de Tierra
| Año  | Piloto             | Vehículo                       | 1       | 2      | 3       | 4       | 5       | 6      | 7      | 8       | Posición | Puntos |
| ---- | ------------------ | ------------------------------ | ------- | ------ | ------- | ------- | ------- | ------ | ------ | ------- | -------- | ------ |
| 2003 | Jesús Álvarez      | Fiat Punto HGT                 | SAL     | GIJ    | PON     | PAL     | MAD 21  | CAN    | OLI    | SAB     |          |        |
| 2004 | Ignacio Sanfilippo | Fiat Stilo Abarth              | SAL 31  | ALC 19 | CAN Ret | MAD Ret | MAD     | GRA    | CAS 11 | SAB 12  |          |        |
| 2005 | Sergio Vallejo     | Mitsubishi Lancer Evo VIII     | ALC     | CAC    | LEO     | MAD     | MAD     | OUR 1  | OUR 2  |         | 5º       |        |
| 2006 | Albert Llovera     | Fiat Stilo Abarth              | ALC     | GRA    | OUR     | GUI     | PAL 20  | PAL 11 | CAC    | CAC     |          |        |
| 2007 | Albert Llovera     | Fiat Stilo Abarth              | GUI 16  | LAN 14 | LAN 12  | OUR 16  | PAL Ret | MAD 18 | MAD 16 | CAN Ret | 7º       |        |
| 2008 | Albert Llovera     | Fiat Abarth Grande Punto S2000 | PAL Ret | GUI    | LAN 19  | LAN 10  | CAN 10  | CAN 12 | ECA    |         |          |        |
| 2012 | Ramón Ferreyros    | Ford Fiesta                    | BAN 3   | BAN 2  | ALM 5   | BAJ 3   | BAJ Ret | CID 5  | JIL 1  |         |          |        |
| 2013 | Gustavo Sosa       | Mitsubishi Lancer Evo X        | CER 21  | LOR    | URG     |         |         |        |        |         |          |        |
| 2013 | Albert Llovera     | Fiat Abarth Grande Punto S2000 |         |        |         | BIE Ret | SER     | BIE    |        |         |          |        |
| 2014 | Albert Llovera     | Fiat Abarth Grande Punto S2000 | LOR     | CUR    | AND     | BIE 11  | CER     | RIO    |        |         |          |        |